# Капілярні пори
Капілярні пори (від лат. capillaris — «волосяний» і грец. πόρος — «отвір, прохід»; рос. капиллярные поры; англ. capillary pores; нім. Kapillarporen f pl) — пори з діаметром в межах 0,5 — 0,0002 мм, в яких рідина знаходиться під дією молекулярних сил притягання як між частинками рідини, так і між останніми та стінками пор; для переміщення рідини по них необхідно зусилля, яке значно перевищує силу ваги, тобто рух рідини не підлягає законам гідростатики і відбувається під дією особливих сил, серед яких поверхневий натяг рідини відіграє найголовнішу роль.